# San Francesco in meditazione (Caravaggio Cremona)
San Francesco in meditazione è un dipinto a olio su tela (130x90 cm) realizzato da Caravaggio tra il 1605 ed il 1606. Oggi quest'opera si trova conservata alla Pinacoteca del Museo civico Ala Ponzone di Cremona.

## Storia
Il dipinto, che ritrae un momento particolarmente intenso della agiografia francescana, ha una storia critica recente, in quanto fu messo in relazione al Caravaggio dallo storico dell'arte Roberto Longhi nel 1943, come probabile opera di un imitatore di qualità, se non una copia fedele di un originale.
Nel 1951 fu inserito nel catalogo della celeberrima mostra di Palazzo Reale, e in quella occasione, Denis Mahon affermò che si trattava di un originale databile al 1606, ovvero una delle prime opere del periodo napoletano del pittore.
L'attribuzione al Caravaggio convinse nel corso degli anni sempre di più gli studiosi, fino alla pulitura del 1986, che mettendo in evidenza la qualità tecnica, cancellò quasi ogni dubbio attributivo. Le prime notizie sul dipinto risalgono al 1836, quando il marchese Filippo Ala Ponzone lo donò al Comune di Cremona.
Una copia si trova nel Museo della Collegiata di Castell'Arquato (PC); il dipinto probabilmente fu eseguito per una chiesa Francescana a Napoli o Roma, e poi per vicende non conosciute, giunto a Piacenza e infine sostituito da una copia.

## Descrizione e stile
Stilisticamente è molto vicino alla Cena in Emmaus della Pinacoteca di Brera, dipinta durante il soggiorno nella tenuta dei Colonna nel 1606, per alcuni particolari come il modo sommario di definire i tratti del volto modellati da ombre molto decise, le pennellate lunghe e sottili che costruiscono le pieghe del panneggio. Questo modo di dipingere si nota anche nelle ultime opere romane come la Madonna dei Palafrenieri e il San Gerolamo della Galleria Borghese di Roma. Lo sfondo naturale è appena accennato, si intravedono un tronco d'albero e delle foglie, particolari che vanno messi in relazione allo stato d'animo irrequieto del Santo.
Con pochi ed essenziali particolari Caravaggio esprime uno stato emozionale di grande intensità spirituale, San Francesco curvo e sofferente volge lo sguardo al crocifisso e al libro appoggiato sul teschio, oggetti che assumono un valore centrale nella sua predicazione e che alludono alla volontà di seguire l'esempio di Cristo, la necessità del recupero della purezza dei valori cristiani ed evangelici, fino al rinnegamento di sé.
La meditazione di san Francesco avviene come fatto vissuto intimamente, in isolamento in un luogo raccolto, l'ambiente esterno è avvolto dalla quasi totale oscurità, rotta soltanto da un raggio di luce che piovendo dall'alto rende visibile la figura del santo. Caravaggio aveva spesso lavorato per l'ordine francescano e per gli altri ordini mendicanti, rappresentando in diverse opere il Santo di Assisi. Il suo stile realista era vicino alla spiritualità francescana, alla predicazione in favore delle classi popolari che ricercava un linguaggio pittorico che sottolineasse l'umiltà e la povertà dell'ordine, una spiritualità condivisa anche dalla corrente fondata da san Carlo Borromeo molto radicata in Lombardia terra d'origine del pittore.